# کوه کاستر
کوه کاستر (به انگلیسی: Mount Custer) یک کوه در ایالات متحده آمریکا است که در مونتانا واقع شده‌است. کوه کاستر ۲٬۷۰۹٫۱ متر بالاتر از سطح دریا واقع شده‌است.